# Депортиво Мунисипаль (футбольный клуб, Ла-Пас)
«Депорти́во Мунисипа́ль» (исп. Club Deportivo Municipal de La Paz) — боливийский футбольный клуб из фактической столицы страны Ла-Паса. С марта 2010 года снялся со всех соревнований из-за долгов.

## История
До начала 1970-х годов это «Депортиво Мунисипаль» был одним из сильнейших клубов Боливии. «Мунисипаль» считается одним из исторических клубов Боливии, он был одним из финалистов первого национального чемпионата Боливии, состоявшегося в 1958 году (итоговое второе место). Благодаря победам в чемпионатах страны (на тот момент эту функцию выполнял Кубок Симона Боли́вара) в 1961 и 1965 годах Депортиво Мунисипаль представлял Боливию в розыгрышах Кубка Либертадорес 1962 и 1966 годов, а в последний раз в главном южноамериканском клубном турнире команда выступила в 1974 году на правах вице-чемпиона Боливии.
В 1963 году пять игроков «Депортиво Мунисипаля» входили в сборную Боливии, добившейся самого большого успеха в истории боливийского футбола — победы в домашнем чемпионате Южной Америки. Нападающий Вильфредо Камачо стал одной из главных звёзд турнира — он забил 4 гола в 6 матчах, защитник Роберто Каинсо участвовал в пяти играх; двое футболистов — Атилио Антонио Агирре и Артуро Торрес — сыграли по одному матчу на турнире, и лишь защитник Оскар Вильярроэль стал чемпионом континента не сыграв на турнире ни одного матча. Лишь представителей «Хорхе Вильстерманна» в сборной было на том турнире больше — 6 футболистов.
Впоследствии, в середине 1990-х годов, команда ненадолго вернулась в Профессиональный дивизион чемпионата Боливии — в 1995 году был завоёван Кубок Симона Боливара (турнир теперь стал проводиться среди команд региональных лиг для выхода в Высший дивизион), но затем вылетела из элиты и с тех пор выступала только в полупрофессиональных и любительских региональных лигах. Четырежды до начала 1970-х «Депортиво Мунисипаль» становился чемпионом Лиги Ла-Паса, ещё в те времена, когда чемпионат Боливии строился по региональному принципу. В 1998 году клуб выиграл свой пятый трофей Лиги Ла-Паса, но к тому моменту этот турнир уже был сугубо региональным турниром, дававшим право лишь принять участие в Кубке Симона Боливара.
В марте 2010 года «Депортиво Мунисипаль» снялся с участия в турнире Примера B чемпионата Ла-Паса (приблизительно четвёртый уровень в структуре лиг Боливии) из-за долгов. Президент Футбольной Ассоциации Ла-Паса (AFLP) Вальтер Торрико сказал, что «Депортиво Мунисипаль» снялся из-за «бесхозяйственности и растрат» своего президента Карлоса Алиаги. Будучи членом AFLP, тот присвоил себе 25 тысяч долларов США. Долги «Депортиво Мунисипаля» составил всего 18 тысяч боливиано, то есть 2,6 тысяч долларов США, но даже эту сумму руководство команды не смогло вовремя покрыть и команда прекратила выступления.

## Достижения
- Чемпион Боливии (2): 1961, 1965
- Вице-чемпион Боливии (3): 1958, 1963, 1973
- Обладатель Кубка Симона Боливара (как турнира-аналога Второго дивизиона) (1): 1995
- Чемпион Лиги Ла-Паса (5): 1960, 1961, 1965, 1973, 1998
- Вице-чемпион Лиги Ла-Паса (8): 1956, 1957, 1958, 1964, 1969, 1971, 1972, 1995
- Участник Кубка Либертадорес (3): 1962, 1966, 1974